# メロー (貨幣)
メロー（méreau、複数形：méreaux、廃止された綴り：merel、merelles、marelles、mereaulx）は、中世後半と改革期にフランスで使われた代用貨幣。ほとんどの場合は金属で作られたが、時には革と羊皮紙で作られたこともあった。
この名前はラテン語の「merere（to deserve）」にまでさかのぼる。メローは、聖職者が（後々、一部は貧民に配布される予定だった）一定量のパンや他の食料をより多く受け取ることができる代用貨幣として教会に登場した。15世紀、5、20、30、45ドゥニエといった高い額面のメローがあり、司祭は本物の貨幣に交換できた。
メローは機能においてノートゲルトと似ていた。のちに、メローは18世紀の終わりに衰退するまで中世ギルドと専門家集団で使われるようになった。ナントの勅令の廃止後、カルヴァン主義者は、カトリックのスパイと区別させるために、メンバーが他のカルヴァン主義コミュニティに向かう際にメローを与えた。メローの持ち主は聖餐に参加でき、メローは聖餐を提供する司祭により集められるべきとされていた。
メロー収集は、merellophyliaと呼ばれる。